# Leposoma annectans
Espèce
Leposoma annectans est une espèce de sauriens de la famille des Gymnophthalmidae.

## Répartition
Cette espèce est endémique de l'État de Bahia au Brésil.

## Description
La femelle holotype mesure 37 mm de longueur standard.

## Publication originale
- Ruibal, 1952 : Revisionary notes of some South American Teiidae. Bulletin of the Museum of Comparative Zoology at Harvard College, no 106, p. 477-529 (texte intégral).